# Zagreb Indoors 2012
Il Zagreb Indoors 2012, noto anche come PBZ Zagreb Indoors per motivi di sponsorizzazione, è stato un torneo di tennis giocato sul cemento indoor nella categoria ATP World Tour 250 series nell'ambito dell'ATP World Tour 2012. È stata la 8ª edizione del Zagreb Indoors. Si è giocato a Zagabria in Croazia dal 28 gennaio al 5 febbraio 2012.

## Partecipanti

### Teste di serie
| Nazionalità | Atleta             | Ranking* | Testa di serie |
| ----------- | ------------------ | -------- | -------------- |
| Croazia     | Ivan Ljubičić      | 30       | 1              |
| Russia      | Alex Bogomolov Jr. | 34       | 2              |
| Russia      | Michail Južnyj     | 35       | 3              |
| Croazia     | Ivan Dodig         | 36       | 4              |
| Italia      | Andreas Seppi      | 40       | 5              |
| Cipro       | Marcos Baghdatis   | 44       | 6              |
| Paesi Bassi | Robin Haase        | 53       | 7              |
| Germania    | Ivo Karlović       | 57       | 8              |

- Ranking al 16 gennaio 2012.

### Altri partecipanti
Giocatori che hanno ricevuto la wild card nel tabellone principale:
- Dino Marcan
- Kristijan Mesaroš
- Antonio Veić

Giocatori passati dalle qualificazioni:

- Marco Chiudinelli
- Daniel Evans
- Jürgen Melzer
- Matteo Viola

## Campioni

### Singolare
Michail Južnyj ha sconfitto in finale  Lukáš Lacko per 6-2, 6-3.
- È l'ottavo titolo in carriera per Youzhny.

### Doppio
Marcos Baghdatis /  Michail Južnyj hanno sconfitto in finale  Ivan Dodig /  Mate Pavić per 6-2, 6-2.